# 統計検定 (資格)
統計検定（とうけいけんてい）とは、一般社団法人日本統計学会が認定し、一般財団法人統計質保証推進協会が実施する、統計学に関する知識や活用力を評価する検定試験。総務省、文部科学省、厚生労働省、内閣府後援。

## 概要
統計学に関する知識や活用力を評価する検定試験。統計学の知識を問う1級から4級のほか、公的統計調査の知識を問う統計調査士試験・専門統計調査士試験、データの前処理及び分析の能力を問うデータサイエンス基礎/発展/エキスパートの各試験が行われる。
以前は英国王立統計学会と共同で大学教養程度のRSS/JSS試験(Higher Certificate)と大学卒業程度のRSS/JSS試験(Graduate Diploma)が実施されていたが、2017年5月に開催を終了した。

## 受験級
| 試験の種別                        | 試験内容 |
| --------------------------------- | --- |
| 統計検定 1級                      | 実社会の様々な分野でのデータ解析を遂行する統計専門力 すべて論述式                                                      |
| 統計検定 準1級(CBT)               | 統計学の活用力 ─ データサイエンスの基礎 多肢択一式、記述式の併用                                                       |
| 統計検定 2級(CBT)                 | 大学基礎統計学の知識と問題解決力 すべて多肢択一式                                                                      |
| 統計検定 3級(CBT)                 | データの分析において重要な概念を身に付け、身近な問題に活かす力 すべて多肢択一式                                        |
| 統計検定 4級(CBT)                 | データや表・グラフ、確率に関する基本的な知識と具体的な文脈の中での活用力 すべて多肢択一式                              |
| 統計調査士(CBT)                   | 統計に関する基本的知識と利活用 すべて多肢択一式                                                                        |
| 専門統計調査士(CBT)               | 調査全般に関わる高度な専門的知識と利活用手法 すべて多肢択一式                                                          |
| データサイエンス基礎(CBT)         | データの前処理、分析の実践及び利活用に関する基礎知識 多肢選択式、記述式の併用                                          |
| データサイエンス発展(CBT)         | 数理、情報、統計、倫理・AIに関する大学教養レベルの内容 多肢選択式、記述式の併用                                        |
| データサイエンスエキスパート(CBT) | 計算、統計、モデリング、領域知識に関する大学専門レベルの内容 多肢選択式、記述式の併用                                  |
| RSS/JSS(Higher Certificate)       | 英国王立統計学会(Royal Statistical Society)との共同認定 RSS/JSS試験は2017年5月に行う試験を最後に現行の形態の試験を終了 |
| RSS/JSS(Graduate Diploma)         | 英国王立統計学会(Royal Statistical Society)との共同認定 RSS/JSS試験は2017年5月に行う試験を最後に現行の形態の試験を終了 |

### 受験資格
各試験とも下位級の知識を前提とするが、すべての試験で受験資格は設定されていない。

### 合格・認定条件

#### 統計検定1級
統計数理（必須）及び統計応用（人文科学、社会科学、理工学、医薬生物学の4分野から1分野を選択）の2試験に合格する必要があり、科目合格の有効期限は10年である。

#### 専門統計調査士
統計調査士認定者であることが認定条件であり、専門統計調査士試験受験前または合格後5年以内に統計調査士試験に合格することが求められる。

## 検定実施日
1級は紙ベースの試験（年1回、11月下旬）、それ以外の試験はCBT試験(随時)で行われる。
準1級～4級、統計調査士、専門統計調査士についてはかつては紙ベースの試験で行われていたが、準1級～4級は2021年6月、統計調査士と専門統計調査士は2021年11月を最後にCBT試験のみとなった。
なお、データサイエンス基礎/発展/エキスパート試験は開始当初よりCBTで実施されており紙ベースの試験が行われたことはない。

## 試験会場
- 札幌、東京23区内、名古屋、大阪、福岡
- その他、外部受験者を受け入れる、団体特設会場がある